# Troyski mir
Troyski sporazum ali Troyski mir je bil sporazum med francoskim in angleškim kraljestvom, s katerim naj bi po smrti francoskega kralja Karla VI. francoski prestol podedovali angleški kralj Henrik V. in njegovi dediči. Sporazum je bil podpisan v Troyesu 21. maja 1420 po Henrikovem uspešnem vojaškem pohodu v Francijo. Sporazum je del ozadja zadnje faze stoletne vojne, ki so jo končno dobili Francozi v bitki pri Castillonu leta 1453. 

## Določbe
Sporazum je uredil poroko Katarine Valoiške, hčerke Karla VI. Francoskega, s Henrikom V. Angleškim, ki je s poroko postal regent Francije in priznan, skupaj z njegovimi bodočimi sinovi, za naslednika francoskega prestola. Dofen Karel VII.  je bil razdedinjen. Generalni stanovi Francije so sporazum ratificirali kasneje istega leta po prihodu Henrika V. v Pariz. 

## Ozadje
Francoski kralj Karel VI. je svojo vladavino začel z zatiranjem uporov v svojem kraljestvu. Bil je v dobrem duševnem stanju in celo razglasil svojo popolno oblast nad Francijo, čemur njegovi strici niso nasprotovali. Po tem je leta 1392 je med vojaškim pohodom skozi gozdove Le Mansa ponorel in napadel svoje ljudi. Za duševno boleznijo je trpel do konca svojega življenja. Angleški kralj Henrik V. je leta 1415 napadel Francijo in v bitki pri Azincourtu porazil Francoze. Leta 1418 je Pariz zasedel burgundski vojvoda Ivan Neustrašni,  katerega politični in gospodarski interesi so bili naklonjeni sporazumu z Angleži. Leto pozneje so ga med domnevnim diplomatskim srečanjem z dofenom Karlom na mostu pri Montereauju umorili njegovi nasprotniki. Njegov sin Filip Dobri je sklenil zavezništvo z Angleži in sporazum z angleškim kraljem. 
Izabela Bavarska, žena Karla VI., katere sodelovanje na pogajanjih je bilo zgolj formalno, se je strinjala s sporazumom, ki je razdedinil njenega sina, v upanju, da se bo vojna končala, če se bo Henrik V. združil obe dinastiji in bo Francija ostala v rokah močnega in sposobnega kralja. Pred tem so se pojavile govorice, da je imela kraljica afero s svojim svakom Ludvikom, vojvodom Orléanskim. Govorice je z veseljem sprejel Ludvikov glavni tekmec, Ivan Neustrašni, ki je leta 1407 ukazal ubiti vojvodo Orléanskega. Burgundi so začeli širili govorice, da je bil Karel pokvarjen, tega pa seveda nikakor ni bilo mogoče vnesti v sporazum, ne da bi pri tem prizadeli čast francoskega prestola. Razdedinjenje dofina je zato temeljilo na obtožbi, da je ukazal atentat na Ivana Neustrašnega. 
Pravna podlaga za sporazum je bila od samega začetka na vprašljivo trdnih tleh, saj je imel le kralj sam pooblastilo za sprejetje tako zelo pomembne odločitve, kot je ukinitev lastne kraljeve hiše. Karel je bil nesporno mentalno nesposoben skleniti tak sporazum, saj so večino njegove vladavine prav iz tega razloga vladali regenti. Štiri univerzalna pravna načela za vsako veljavno pogodbo so odločitev, dogovor, zakonitost in sposobnost. Zaradi spreminjajočih se vojaških in političnih razmer je razdedinjenje dofena Karla dobilo dodatno pravno sankcijo z razglasitvijo Karla VI. za regenta. Dofena so leta 1420 poklicali pred sodišče na zaslišanje zaradi obtožb za atentat. Ker se na sodišču ni pojavil, ga je pariško sodišče leta 1421 spoznalo za krivega izdaje in ga obsodilo na razdedinjenje in izgon iz Francoskega kraljestva ter izgubo vseh pravic do zemlje in naslovov. 

## Posledice
Sporazum je bil spodkopan zaradi smrti Karla VI. in Henrika V. leta 1422 v razmiku dveh mesecev. Mladi angleški kralj Henrik VI. je uradno postal kralj Anglije in Francije. Ddofen Karel pa je po smrti obeh kraljev zase zahteval prestol svojega očeta, čeprav je vladal le v delu Francije s središčem v Bourgesu in so ga njegovi nasprotniki posmehljivo imenovali "kralj Bourgesa". 
Določbe sporazuma iz Troyesa so bili pozneje še enkrat potrjene z Amienskim sporazumom leta 1423, ko sta Burgundija in Bretanja potrdili Henrika VI. za francoskega kralja in se strinjali, da bodo oblikovali trojno obrambno zavezništvo proti dofenu Karlu. Potek vojne pa se je dramatično spremenil leta 1429 po pojavu Ivane Orleanske, ki je poveljevala silam Valoisa. Karlovi zavezniki so prekinili  obleganje Orléansa in se nato prebili do Reimsa, tradicionalnega kraja kronanj francoskih kraljev, kjer je bil nekdanji dofen okronan za Karla VII. Leta 1435 je Karel VII. z Burgundci sklenil Arraški sporazum, s katerim so priznali in potrdili njegove zahteve po prestolu. 
Vojaška zmaga Karla VII. nad Henrikom VI. je razveljavila Toyski mir. Leta 1475 je angleški Edvard IV. še zadnjič poskusil zasesti francoski prestol, vendar je v mirovnem sporazumu iz Picquignyja priznal Ludvika XI. za zakonitega francoskega kralja. Angleški kralji so še naprej nominalno zahtevali francosko krono do leta 1801, čeprav niso nanjo nikoli več resno računali. Svoje zadnje ozemlje na francoski celini, mesto Calais, je Anglija izgubila leta 1558.

## Sklic
1. ↑  Christopher Allmand (1. november 2014). Henry V. Yale University Press. str. 142. ISBN 978-0-300-21293-8.